# Лулу (співачка)
Мері Макдональд Маклафлін Лоурі (англ. Marie McDonald McLaughlin Lawrie; нар. 3 листопада 1948 року, Леннокстаун, Велика Британія) — шотландська співачка. Представляла Велику Британію на Євробаченні 1969, на якому перемогла з піснею «Boom Bang-a-Bang».

## Дискографія
- 1965 Something to Shout About
- 1967 Love Loves to Love Lulu
- 1967 To Sir, with Love
- 1969 Lulu’s Album
- 1969 New Routes
- 1970 Melody Fair
- 1970 It’s Lulu
- 1971 The Most of Lulu
- 1973 Lulu (aka: The Man Who Sold The World)
- 1976 Heaven and Earth and the Stars
- 1978 Don’t Take Love For Granted
- 1980 The Very Best of Lulu
- 1981 Lulu
- 1981 Take Me to Your Heart Again
- 1984 Shape Up and Dance
- 1993 Independence
- 1997 Absolutely Lulu
- 2002 Together
- 2003 The Greatest Hits
- 2004 Back on Track
- 2005 A Little Soul in Your Heart
- 2007 The Atco Sessions 1969—1972
- 2008 The Collection